# 仙波大志
仙波 大志 (せんば たいし、1999年8月19日 - ) は、広島県府中町出身のプロサッカー選手。Jリーグ・水戸ホーリーホック所属。ポジションは、ミッドフィールダー（MF）。

## 経歴
広島県出身でジュニア時代からサンフレッチェ広島の下部組織に入団。2017年にはトップチームに2種登録されるも昇格には至らず。高校卒業後は流通経済大学に進学し、同大サッカー部では主力としてチームを支える。2021年2月、満田誠と共にユース時代に過ごしたサンフレッチェ広島に2022年シーズンの加入内定が発表 され、同年3月に特別指定選手として承認。
2022年シーズンよりサンフレッチェ広島に入団した。2月19日、開幕戦のサガン鳥栖戦でスタメン出場しプロデビューを果たした。
同年7月、ファジアーノ岡山に期限付き移籍で加入した。。
9月25日、ベガルタ仙台戦においてプロ初ゴールを記録した。
2024年7月、岡山との契約を解除してザスパ群馬に期限付き移籍で加入した。
2025年8月、水戸ホーリーホックに期限付き移籍で加入した。

## 所属クラブ
- サンフレッチェ広島ジュニア (府中町立府中中央小学校)
- 2012年 - 2014年 サンフレッチェ広島ジュニアユース (府中町立府中緑ヶ丘中学校)
- 2015年 - 2017年 サンフレッチェ広島ユース (広島県立吉田高等学校)
- 2018年 - 2021年 流通経済大学
  - 2021年 サンフレッチェ広島 (特別指定選手)
- 2022年 -  サンフレッチェ広島
  - 2022年7月 - 2024年7月  ファジアーノ岡山 (期限付き移籍)
  - 2024年7月 - 同年12月  ザスパ群馬 (期限付き移籍)
  - 2025年8月 -  水戸ホーリーホック (期限付き移籍)

## 個人成績
| 国内大会個人成績 | 国内大会個人成績 | 国内大会個人成績 | 国内大会個人成績 | 国内大会個人成績 | 国内大会個人成績 | 国内大会個人成績 | 国内大会個人成績 | 国内大会個人成績 | 国内大会個人成績 | 国内大会個人成績 | 国内大会個人成績 |
| 年度             | クラブ           | 背番号           | リーグ           | リーグ戦         | リーグ戦         | リーグ杯         | リーグ杯         | オープン杯       | オープン杯       | 期間通算         | 期間通算         |
| 年度             | クラブ           | 背番号           | リーグ           | 出場             | 得点             | 出場             | 得点             | 出場             | 得点             | 出場             | 得点             |
| 日本             | 日本             | 日本             | 日本             | リーグ戦         | リーグ戦         | リーグ杯         | リーグ杯         | 天皇杯           | 天皇杯           | 期間通算         | 期間通算         |
| ---------------- | ---------------- | ---------------- | ---------------- | ---------------- | ---------------- | ---------------- | ---------------- | ---------------- | ---------------- | ---------------- | ---------------- |
| 2019             | 流経大           | 8                | 他               | -                | -                | -                | -                | 1                | 0                | 1                | 0                |
| 2021             | 流経大           | 8                | 他               | -                | -                | -                | -                | 1                | 0                | 1                | 0                |
| 2022             | 広島             | 44               | J1               | 2                | 0                | 2                | 0                | 0                | 0                | 4                | 0                |
| 2022             | 岡山             | 44               | J2               | 13               | 1                | -                | -                | -                | -                | 13               | 1                |
| 2023             | 岡山             | 44               | J2               | 38               | 2                | -                | -                | 1                | 0                | 39               | 2                |
| 2024             | 岡山             | 44               | J2               | 11               | 1                | 2                | 1                | 1                | 0                | 14               | 2                |
| 2024             | 群馬             | 44               | J2               | 14               | 1                | -                | -                | -                | -                | 14               | 1                |
| 2025             | 広島             | 44               | J1               | 0                | 0                | 0                | 0                | 2                | 0                | 2                | 0                |
| 2025             | 水戸             | 47               | J2               |                  |                  | -                | -                | -                | -                |                  |                  |
| 通算             | 日本             | 日本             | J1               | 2                | 0                | 2                | 0                | 2                | 0                | 6                | 0                |
| 通算             | 日本             | 日本             | J2               | 76               | 5                | 2                | 1                | 2                | 0                | 80               | 6                |
| 通算             | 日本             | 日本             | 他               | -                | -                | -                | -                | 2                | 0                | 2                | 0                |
| 総通算           | 総通算           | 総通算           | 総通算           | 78               | 5                | 4                | 1                | 6                | 0                | 88               | 6                |

- 2021年 特別指定選手としての公式戦出場無し

その他公式戦
- 2022年
  - J1参入プレーオフ 1試合0得点

## タイトル

### クラブ
サンフレッチェ広島ジュニアユース
- JFAプレミアカップ (2014年)

サンフレッチェ広島ユース
- 高円宮杯 JFA U-18サッカープレミアリーグWEST (2016年)

流通経済大学
- 関東大学サッカーリーグ戦1部 (2021年)

### 個人
- JFAプレミアカップ・MVP (2014年)

## 代表歴
- U-15日本代表
  - バル・ド・マルヌ　U-16国際親善トーナメント (2014年)
- U-16日本代表
  - デッレナツィオーニトーナメント (2015年)
- U-17日本代表
  - 国際ユースサッカーin新潟 (2016年)